# Csarodini járás
A Csarodini járás (oroszul: Чародинский район) Oroszország egyik járása Dagesztánban. Székhelye Curib.

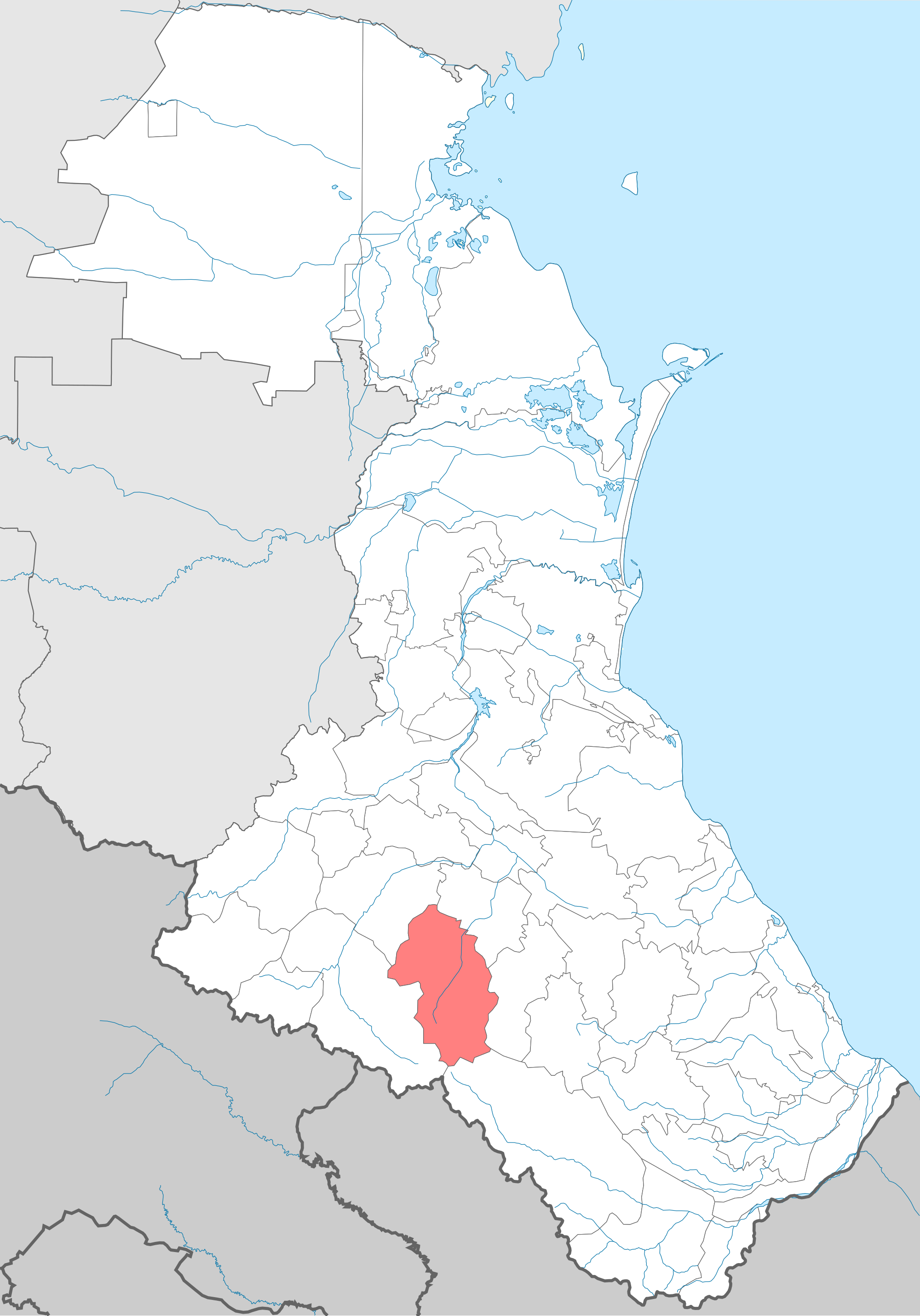
A Csarodini járás Dagesztánban

## Népesség
- 1989-ben 11 208 lakosa volt, melyből 11 010 avar (98,2%), 172 lak, 7 dargin, 7 orosz, 6 agul, 1 csecsen, 1 kumik.
- 2002-ben 11 792 lakosa volt, melyből 11 601 avar (98,4%), 162 lak, 12 orosz, 5 dargin, 2 csecsen, 2 kumik, 1 nogaj, 1 tabaszaran.
- 2010-ben 11 777 lakosa volt, melyből 11 459 avar (97,3%), 179 lak, 19 dargin, 8 orosz, 3 agul, 3 csecsen, 2 azeri, 2 kumik, 1 lezg.